# Talcott Parsons
Talcott Edgar Frederick Parsons (Colorado Springs, 13 de dezembro de 1902 — Munique, 8 de maio de 1979) foi um sociólogo estadunidense. Seu trabalho teve grande influência nas décadas de 1950 e 1960. A mais proeminente tentativa de reviver o pensamento parsoniano, sob o título de "Neofuncionalismo", pertence ao sociólogo Jeffrey Alexander, da Universidade Yale.
Parsons serviu à Universidade Harvard entre 1927 e 1973. Inicialmente, foi uma figura central no Departamento de Sociologia de Harvard, e posteriormente no Departamento de Relações Sociais (criado por Parsons para refletir sua visão de uma ciência social integrada). Ele desenvolveu um sistema teorético geral para a análise da sociedade que veio a ser chamado de funcionalismo estrutural.
A análise de Parsons foi largamente desenvolvida em suas principais obras publicadas. Assim como outros sociólogos, ele buscou combinar atividade humana e estrutura em uma teoria e não se limitou ao Funcionalismo.

## Biografia
Seu pai foi um pastor Congregacionalista e depois reitor da Faculdade Marietta em Ohio. Como universitário, Parsons estudou Biologia e Filosofia na Amherst Collegee recebeu seu título de bacharel em 1924. Depois de Amherst, ele estudou na London School of Economics por um ano, onde se familiarizou com a obra e o pensamento de Harold Laski, R. H. Tawney, Bronislaw Malinowski, Leonard Trelawny Hobhouse. Depois, na Universidade de Heidelberg, recebeu o título de Ph. D. em Sociologia e Economia. Foi em Heidelberg que ele se familiarizou com as ideias de Max Weber, então relativamente desconhecido entre os sociólogos americanos. Parsons traduziu diversos textos de Weber para o Inglês. Depois de um ano lecionando em Amherst (1923-1924), conseguiu um cargo em Harvard, primeiro em Economia e depois em Sociologia. Obteve seu primeiro reconhecimento significativo com a publicação de A Estrutura da Ação Social em 1937, sua primeira grande síntese, combinando as ideias de Durkheim, Weber, Pareto, entre outros. Em Harvard, formou o Departamento de Relações Sociais, um projeto interdisciplinar de Sociologia, Antropologia e Psicologia. Nacionalmente, ele foi um grande defensor da profissionalização da Sociologia e de sua expansão na academia americana. Foi eleito presidente da Associação Americana de Sociologia em 1949 e serviu como secretário entre 1960 e 1965. Ele saiu de Harvard em 1973, mas continuou ensinando (em outras universidades, como professor visitante) e escrevendo até a sua morte em 1979, durante uma viagem à Alemanha.

## Ideias
Parsons foi um defensor da "Grande Teoria", uma tentativa de integrar todas as ciências sociais em um amplo trabalho teorético. Sua obra inicial - A Estrutura da Ação Social - reviu a produção de seus grandes predecessores, especialmente Max Weber, Vilfredo Pareto e Émile Durkheim, buscando a partir deles uma simplificada teoria da ação baseada na suposição de que a ação humana é voluntária, intencional e simbólica. Depois, envolveu-se com várias áreas: da Sociologia Médica até Antropologia, pequenas dinâmicas de grupo, relações de competição e depois economia e educação.
Parsons desenvolveu suas ideias durante um período em que Teoria dos Sistemas e Cibernética estavam na linha de frente da ciência social e comportamental. Pensando sobre o uso de sistemas, postulou que os sistemas relevantes tratados na ciência social e comportamental eram "abertos", significando que eles estariam embutidos em um ambiente consistido de outros sistemas. O maior sistema é o "sistema da ação", consistindo em comportamentos humanos inter-relacionados, embutidos em um ambiente físico-orgânico.
O procedimento adotado por ele para analisar esse sistema e seus subsistemas é o chamado "Paradigma AGIL".
Parsons elaborou a ideia de que cada um desses sistemas também desenvolveu alguns mecanismos simbólicos especializados de interação análogos ao dinheiro na economia. Vários processos de "intercâmbio" entre os subsistemas do sistema social foram postulados.
As análises mais elaboradas de Parsons sobre análises de sistemas funcionais usando o paradigma AGIL aparecem nos livros Economia e Sociedade e A Universidade Americana.
Parsons contribuiu para o campo do Evolucionismo Social e Neoevolucionismo. Ele dividiu a evolução em quatro subprocessos: 1)diferenciação, que cria subsistemas funcionais a partir do sistema principal, como discutido acima. 2)adaptação, quando esses sistemas evoluem para versões mais eficientes. 3)inclusão de elementos previamente excluídos dos sistemas dados. 4)generalização de valores, aumentando a legitimidade do sistema mais complexo.
Parsons explorou esses subprocessos em três estágios da evolução: 1)primitivo; 2)arcaico; 3)moderno. Sociedades arcaicas já teriam o conhecimento da escrita e sociedades modernas já teriam o conhecimento da lei. Parsons via a civilização ocidental como o pináculo das sociedades modernas, e de todas as culturas ocidentais, ele declarou os Estados Unidos como os mais desenvolvidos. Por isso, ele foi acusado de ser um etnocentrista.
Os últimos trabalhos de Parsons focalizaram-se em uma nova síntese teórica em torno de quatro funções comuns a todos os sistemas de ação - do comportamental ao cultural, e a possibilidade de comunicação entre eles. Sua tentativa de estruturar todo o mundo da ação social em apenas quatro conceitos foi demais para muitos sociólogos americanos, que estavam saindo das grandes pretensões dos anos 60 para adotar uma abordagem mais empírica. Isso levou a influência de Parsons a rapidamente desaparecer dos EUA de depois de 1970. Seu filho Charles Parsons é uma destacada figura na filosofia e na matemática.
Talvez, as mais notáveis contribuições teóricas de Parsons tenham sido as "variáveis de modelo"(Pattern Variables), o "paradigma AGIL" (The AGIL Paradigm) e o "Ato de unidade"(Unit Act).
Parsons influenciou Niklas Luhmann, sociólogo alemão, autor da "teoria dos sistemas autopoiéticos" (Autopoietic Systems Theory)
Alguns exemplos de sociedades expressivas poderiam incluir famílias, igrejas, clubes, torcidas e grupos sociais menores. Seriam exemplos de sociedades instrumentais os mercados, os agregados e as burocracias.

## Paradigma AGIL:
- Adaptação/Adaptation (A)

A função de adaptação refere-se à capacidade de um sistema social de se ajustar ao seu ambiente externo e de utilizar os recursos disponíveis de forma eficiente. Em termos práticos, isso significa que a sociedade ou qualquer sub-sistema (como uma escola ou uma empresa) deve encontrar formas de utilizar seus recursos (trabalho, tecnologias, capitais, etc.) de maneira eficiente para se manter funcional. O sistema econômico é geralmente o responsável por essa função, uma vez que lida com a produção e distribuição de bens e serviços para garantir que o sistema sobreviva.
- Alcance de Metas/Goal Attainment (G)

A função de alcance de metas envolve a capacidade do sistema de definir e perseguir objetivos específicos, mobilizando os recursos necessários para alcançar essas metas. No contexto de uma sociedade, isso pode se traduzir em metas políticas, sociais e econômicas, enquanto em uma instituição como uma escola, pode ser a formação de seus alunos, o ensino de habilidades e o alcance de padrões acadêmicos. O sistema político é o principal responsável por essa função, uma vez que determina as políticas e os objetivos gerais da sociedade e, frequentemente, exerce o poder para mobilizar recursos em direção a esses objetivos.
- Integração/Integration (I)

A integração refere-se à necessidade de coordenação e harmonização das diversas partes do sistema social. A função de integração visa garantir a coesão e ordem interna dentro do sistema, seja ele uma sociedade ou uma organização. No caso de uma escola, por exemplo, essa função é cumprida através de regras e normas que regulam as interações entre professores, alunos e a gestão escolar. O sistema jurídico ou normativo é o responsável por essa função, uma vez que estabelece normas e regras que regulam o comportamento dentro da sociedade e das instituições.
- Latência ou Manutenção de Padrões/  Latency/Pattern Maintenance (L)

A função de latência envolve a preservação dos valores culturais, normas e crenças que sustentam o funcionamento do sistema social. Essa função é essencial para garantir a continuidade das gerações, mantendo a estabilidade cultural e motivacional ao longo do tempo. A família, a educação, a religião e outros agentes sociais são os principais responsáveis por essa função, já que são responsáveis pela socialização e transmissão dos valores e normas que orientam o comportamento das pessoas dentro da sociedade.
Para entender o Paradigma AGIL de forma mais prática, podemos aplicar essas funções a um exemplo cotidiano. Imagine uma escola como um sistema social. A adaptação seria representada pela escola se ajustando às necessidades externas, como a adoção de novas tecnologias e metodologias de ensino. O alcance de metas poderia ser observado nas metas educacionais da escola, como formar cidadãos com conhecimentos e habilidades específicas. A integração estaria presente nas regras e normas que coordenam o comportamento dos alunos e professores, mantendo a ordem dentro da escola. Por fim, a latência envolve a transmissão dos valores culturais e sociais que a escola educa, como respeito, cidadania e ética, preparando os alunos para sua participação na sociedade.
Este Paradigma é uma ferramenta teórica poderosa para entender como os sistemas sociais funcionam e se mantêm equilibrados. As quatro funções descritas — adaptação, alcance de metas, integração e latência — são fundamentais para garantir que qualquer sistema social, seja ele uma escola, uma família ou uma sociedade inteira, possa funcionar de maneira eficaz, adaptando-se ao ambiente externo, buscando seus objetivos, mantendo a ordem interna e preservando seus valores essenciais.

Para sobreviver ou manter um equilíbrio respeitoso com o seu ambiente, um sistema deve se adaptar ao ambiente, atingir seus objetivos, integrar seus componentes e manter seu modelo latente. 
1. 1 2 3 4 5 6 7  Cordova, Maria Julieta Weber (2007). «Talcott Parsons e o esquema conceitual geral da ação (Talcott Parsons and the general action conceptual scheme)». Emancipação (2). ISSN 1982-7814. Consultado em 30 de julho de 2025
2. 1 2 3  Cadernos de Pesquisa, Editor (1 de dezembro de 2009). «Editorial». Cadernos de Pesquisa Interdisciplinar em Ciências Humanas (97). ISSN 1984-8951. doi:10.5007/12049. Consultado em 30 de julho de 2025
3. 1 2 3 4 5 6 7  Giddens, Anthony (2023). Sociologia. Rio Grande do Sul: Penso. p. sem pagina. ISBN 6559760227
4. 1 2 3 4  Parsons, Talcott (2020). The Social System. Estados unidos da America: Forgotten Books. p. sem pagina. ISBN 978-0243776412
5. 1 2  Talcott, Parsons (2010). Essays in Sociological Theory. Estados unidos da América: Free Press. p. sem pagina. ISBN ‎ 978-1439119211 Verifique |isbn= (ajuda)

## Obras
- A Estrutura da Ação Social (1937)
- O Sistema Social (1951)
- Economia e Sociedade - com N. Smelser (1956)
- Estrutura e Processo nas Sociedades Modernas (1960)
- Teorias da Sociedade - com Edward Shils, Kaspar D. Naegele e Jesse R. Pitts (1961)
- Sociedades: Perspectivas Evolucionárias e Comparativas (1966)
- Teoria Sociológica e Sociedade Moderna (1968)
- Política e Estrutura Social (1969)
- A Universidade Americana - com G. Platt (1973)
- Sistemas Sociais e a Evolução da Teoria da Ação (1977)